# Église de La Visitation-de-l'Île-Dupas
L'église de La Visitation-de-l'Île-Dupas est construite de 1851 à 1852 selon les plans de l'architecte Victor Bourgeau (1809-1888).

## Historique
L'église actuelle est la troisième de la paroisse de l'Île Dupas. Elle est construite de 1851 à 1852 selon les plans de l'architecte Victor Bourgeau originaire de Lavaltrie. Les briques sont fabriquées sur place par un artisan de l'île. La terre provient d'un terrain voisin et un four est construit sur place pour procéder à la cuisson des briques.
Le clocher renferme 3 cloches ; la première bénite le 20 juillet 1852 et les deux autres acquises en 1898,.
La facade et le clocher sont refaits en 1904.
L'église est citée par la municipalité de La Visitation-de-l'Île-Dupas en 2024.

## Intérieur
La citation de l'église comprend la protection de certains éléments intérieurs dont les confessionnaux, l'orgue, les escaliers en ruban qui conduisent au jubé et les couleurs du décor.

### Tableaux
Au cours des années 1870, le curé Vincent Plinguet se rend en Europe à deux reprises et y fait l'achat de tableaux pour orner l'église.

### Orgue
L'orgue provient de la Plymouth Congregational Church de Sherbrooke. En 1907, cette congrégation se procure un nouvel orgue chez Casavant Frères. Casavant reprend l'orgue Samuel-Russel Warren & Son et le vend à l'église de l'Île Dupas l'année suivante.
En 2014, un rapport recommande la restauration de l'instrument. Une aide financière est accordée par le Conseil du Patrimoine religieux du Québec en 2015, mais le Conseil de fabrique de l'époque refuse l'intervention.